# 清水一彦 (教育学者)
清水一彦（しみず かずひこ、1952年1月20日- ）は、日本の教育学者、松本大学学長、筑波大学名誉教授。山梨大学理事、前山梨県立大学学長・理事長。

## 人物
山梨県生まれ。
1974年東京教育大学卒、1980年筑波大学大学院教育学研究科教育制度学満期博士課程退学、1997年「日米の大学単位制度の比較史的研究」で同大学から博士（教育学）。
1982年埼玉県春日部市立病院高等看護学院講師、1983年清泉女学院短期大学専任講師、1986年助教授、1988年筑波大学教育学系（大学研究センター）講師、1991年助教授、1999年教授となり、2009年筑波大学理事・副学長となる（2015年3月まで）。この間、広島大学、東北大学の教授を兼任。
2015年4月山梨県立大学理事長・学長（2021年3月まで）。
2021年4月山梨大学理事。
その後、聖徳大学学長特別補佐・教授、山梨県立大学特任教授となったが、2024年4月に松本大学学長に就任した。

## 著書
- 『日米の大学単位制度の比較史的研究』風間書房 1998
- 『平成の大学改革を斬る』協同出版 21世紀の教育学シリーズ 1999

### 共編著
- 『教育データブック 教育の全体像が見えてくる』赤尾勝己,新井浅浩,伊藤稔,佐藤晴雄,藤田晃之,八尾坂修共著 時事通信社 2000
- 『教育と人権』編著 紫峰図書 2001
- 『大学教育の再生をめざす FD実践事例に学ぶ』編著 紫峰図書 2001
- 『大学評価文献選集』大南正瑛,早田幸政共編著 エイデル研究所 2003
- 『大学評価の展開』山野井敦徳共編著 東信堂 講座「21世紀の大学・高等教育を考える」 2004
- 『講座日本の高校教育』監修 藤田晃之, 高校教育研究会編著 学事出版 2008
- 『新教職教育講座 第2巻 学校教育と経営』窪田眞二共編　協同出版 2013

## 論文
- ＜清水一彦